# Pierre Bouby
Pierre Bouby (Vichy, 17 ottobre 1983) è un ex calciatore francese, di ruolo difensore o centrocampista.

## Caratteristiche tecniche
Mediano, può essere schierato come interno di centrocampo o come terzino sinistro.

## Carriera
Vanta più di 100 presenze in Ligue 2 con le maglie di Croix-de-Savoie 74, Metz, Nîmes e Auxerre.
Dopo aver indossato la maglia dell'Orléans nell'ultima parte della carriera, Bouby decide il ritiro dal calcio giocato nell'estate 2019 rimanendo tuttavia nella società con incarichi dirigenziali.